# عملية حجر الزاوية
عملية حجر الزاوية هي سلسلة من التجارب النووية في الولايات المتحدة الأمريكية تتكون من 11 تجربة نووية أجريت بين عامي 1988-1989. سبقت هذه الاختبارات سلسلة عملية المحك وتلتها سلسلة عملية قناة مجرى الماء.